# Picrostigeus setiger
Picrostigeus setiger är en stekelart som först beskrevs av Carl Gustav Alexander Brischke 1871.  Picrostigeus setiger ingår i släktet Picrostigeus och familjen brokparasitsteklar. Arten är reproducerande i Sverige. Inga underarter finns listade i Catalogue of Life.